# A. T. Cross
A.T. Cross ist ein Hersteller für Schreibgeräte, Uhren und sonstige Accessoires.
Der europäische Hauptsitz befindet sich in Luton, Großbritannien.

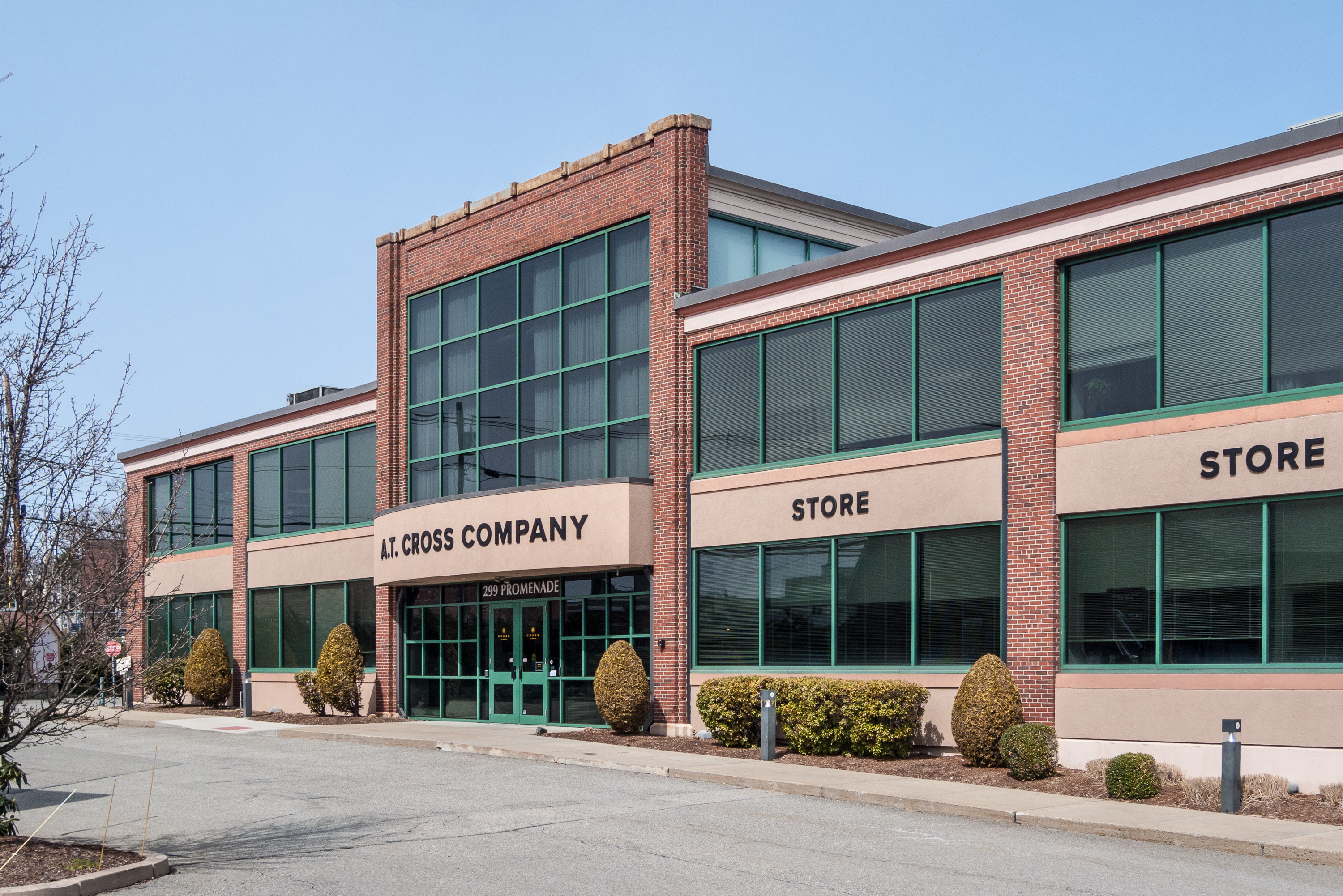
Hauptsitz

## Geschichte
Das Unternehmen wurde im Jahre 1846 in Providence, Rhode Island, USA durch Richard Cross gegründet. Anfangs stellte das Unternehmen noch Gold- und Silberbeschläge für Bleistifte her, was die Juweliergeschichte der Familie widerspiegelt.
1916 wurde das Unternehmen an Walter R. Boss verkauft, dessen Nachfahren noch heute die Firma leiten. 1962 begann die Firma international zu expandieren. Nach eigenen Angaben werden A.T. Cross-Produkte mittlerweile in über 140 Länder exportiert. 1972 wurde aus A.T. Cross schließlich eine Aktiengesellschaft. Im Jahr 1986 berichtete die Zeitschrift Wirtschaftswoche, dass das Unternehmen in den USA „den Markt bei Schreibgeräten zu 70 Prozent fest im Griff hat“.

## Produkte
Die aktuelle Produktpalette von A.T. Cross umfasst Kugelschreiber, Druckbleistifte, Gel-Kugelschreiber, Multifunktionsstifte (für Organizer), Uhren, Accessoires und Füllfederhalter.